# Tetragona dissecta
Tetragona dissecta là một loài Hymenoptera trong họ Apidae. Loài này được Moure mô tả khoa học năm 2000.